# Банківська справа у Львові

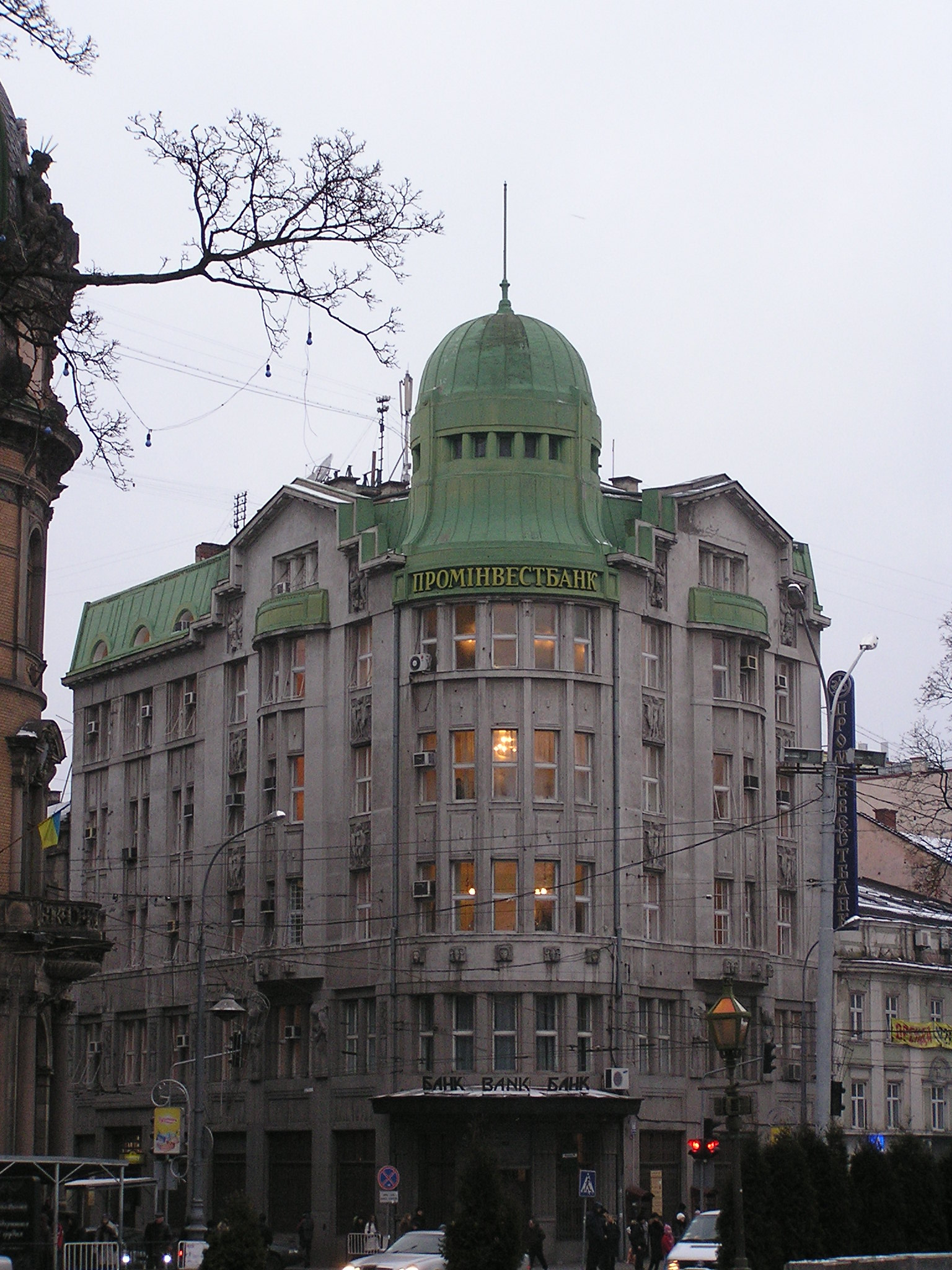
Будинок Празького банку на вул. Гнатюка, 2

Банківська справа виникла в Львові в період Середньовіччя й активно розвивалася після входження Галичини до складу Габсбурзької монархії. Спочатку позики під заставу майна надавали багаті міщани, пізніше виникли перші кредитні установи при найбільших львівських конфесіях, на зміну яким прийшли класичні банківські організації. У австрійський період банківська система Львова зіграла важливу роль у розвитку регіонального залізничного транспорту і нафтовидобутку. Крім того, багато банків виступали замовниками будівництва монументальних будівель під свої штаб-квартири та філії.
До початку XX століття в Австро-Угорщині склалася особлива модель фінансової системи, у якій банки були тісно пов'язані з промисловістю і залізничним транспортом. Ця модель була близька до німецької фінансової системи, оскільки створювалася під впливом німецької фінансової культури, але були в ній і свої особливості: у поліетнічній імперії існувало декілька взаємопроникних фінансових мереж зі своїми власними центрами у Відні, Будапешті, Празі, Кракові та Львові. Вся банківська система Галичини сильно залежала від кредитів Австро-Угорського та іноземних банків, які були присутні у Львові.
Перша і Друга світові війни завдали істотної шкоди розвитку банківської справи Львова. У 1939—1940 роках, після окупації Львова частинами Червоної армії, радянська влада ліквідувала всі комерційні банки Галичини. У радянський період у Львові діяли винятково регіональні відділення державних банків СРСР, з 1990 року почалося відкриття перших комерційних. Після здобуття Україною незалежності в місті працюють банки різних форм власності: приватні, державні та іноземні (як місцеві, так і загальноукраїнські). Негативний вплив на банківську систему Львова справили фінансово-економічні кризи 1997—1998, 2008–2009 і 2014—2015 років.

## Перші львівські банки
У XV—XVII століттях кредитування приватних осіб й міської влади (магістрату) традиційно здійснювали власники великого фінансового капіталу, котрі володіли найбільшими статками Львова. Найбільш відомими серед них були німець Валеріан Алембек, грек Костянтин Корнякт та міщанський рід Кампіанів. У першій половині XVII століття у Львові стали з'являтися благодійні кредитні установи на кшталт європейських релігійних банків (відомі під своїм латинською назвою Montes pietatis або «Гори благочестя»), які спершу спеціалізувалися на іпотечних позиках і короткострокових кредитах.
Фактично побожні банки, особливо ті, що створювалися при католицьких соборах, були покликані боротися з впливом численних лихварів (невипадково перший львівський ломбард також відкрився біля стін Латинського собору, діючи під патронатом священнослужителів і магістрату). Спочатку вони надавали під заставу нерухомості безвідсоткові кредити, але з часом стали стягувати з клієнтів невисокий відсоток. Більші кредити видавали єврейські кагали, а також окремі лихварі з числа львівських євреїв і вірмен (діяльність єврейських лихварів нерідко служила приводом до проявів антисемітизму в середовищі містян).
У другій половині XVI століття широко впливу у Львові набув єврейський лихвар Іцак Нахманович, який кредитував польську аристократію і фінансував будівництво синагоги «Золота Роза», не меншим впливом користувалися єврейські торговці вином Хаїм Коен і Абрахам де Моссо. До середини XVII століття величезними багатствами і значним впливом в діловому та політичному середовищі володіли вірменські купці.
Наприклад, фінансовий стан купця Яна Вартересовича оцінювався у розмірі 600 тис. злотих, в той час як статки найбагатшого польського купця міста Яна Аттельмаєра не перевищували і 120 тис. злотих. Інший вірменський купець Христофор Аведик Бернатович, кредитував короля Владислава IV на 300 тис. злотих, а під час облоги Львова військами Богдана Хмельницького (1648) саме вірменська громада заплатила викуп 90 тис. злотих.

## Річ посполита (до першого поділу Польщі)

### 1640рік

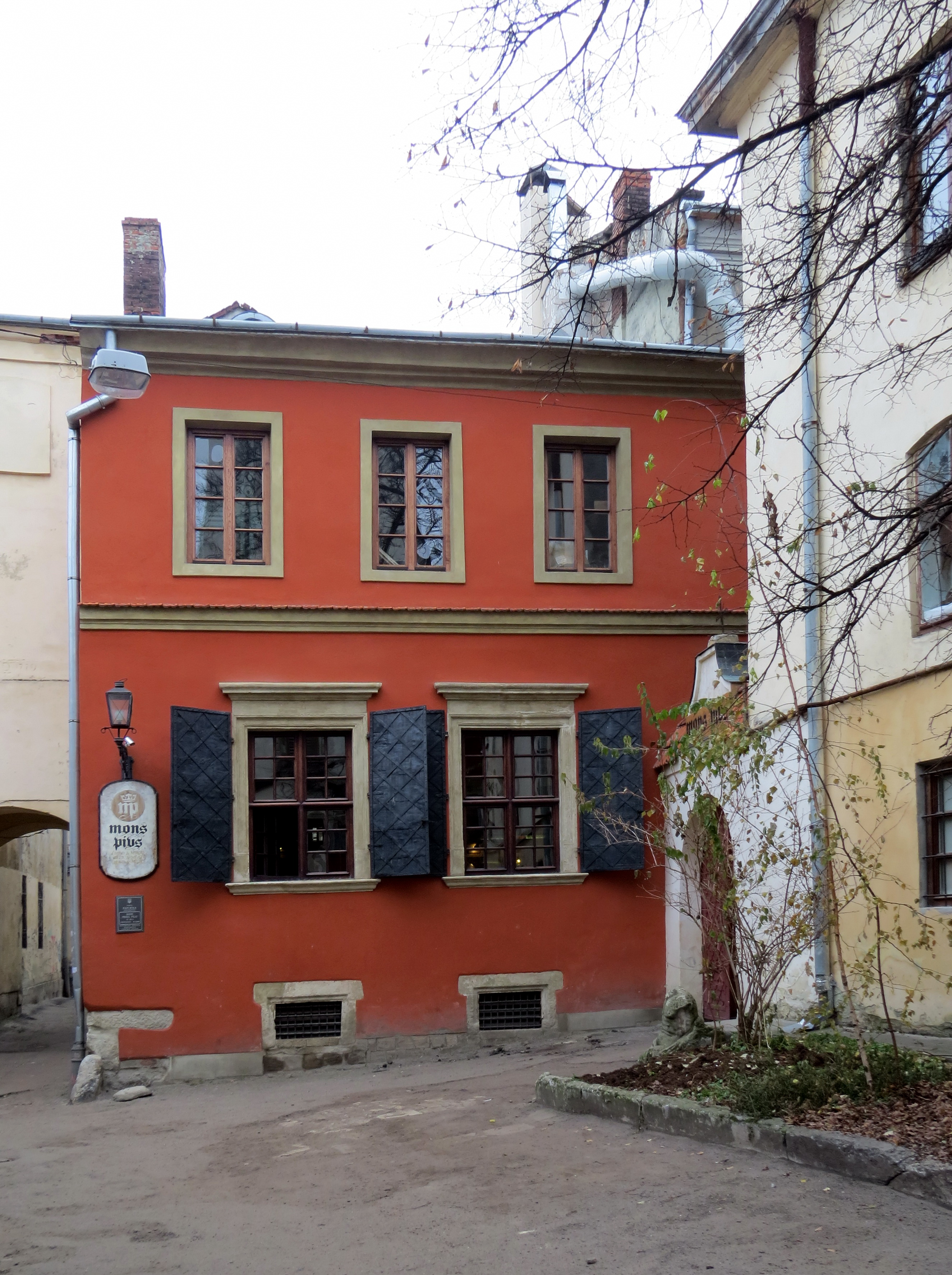
Будинок вірменського банку у Львові, вул. Вірменська 7

Братство Святого Григорія при вірменській церкві заснувало першу львівську фінансову установу — «Вірменський побожний банк», який проіснував аж до 1939 року. За іншими даними Привілейоване кредитне агентство «Піус Монс» при Вірменській церковній митрополії (нім. Privilegirte k. k. Leihanstalt "Pius Mons" bei der armenischen Metropolitankirche, пол. Generalny bank ormiański „Pii montis“) з капіталом 40 000 червенських злотих засновано у 1792 році. Статут церковного братства Святого Григорія, затверджений архієпископом Миколаєм Торосовичем, детально зазначав, кому, на який термін і під які відсотки можна позичати гроші, які речі можна приймати під заставу і що робити з боржниками. У перші десятиліття своєї діяльності «Піус Монс» видавав позики тільки членам братства Святого Григорія і лише на один рік, беручи у ролі застави золото, срібло і дорогоцінне каміння (при цьому вартість застави повинна була вдвічі перевищувати суму позики). Відсоток у «Піус Монс» становив до 8 % річних.
Окрім того, з середини XVII століття Львівське Успенське братство надавало допомогу своїм членам, а пізніше і стороннім особам безпроцентними грошовими позиками.
Якщо позику не повертали у зазначений термін, братство тричі нагадувало боржнику, після чого застава продавалася (після вирахування боргу і відсотків, що залишилися) гроші поверталися клієнту.

### 1665рік
Засновано Латинський банк побожний "Монтем Піетатіс" при Кафедральному костелі у Львові (пол. łaćinski bank pobożny "Montem pietaus" przy kościele katedralnym we Lwowie). Побожний банк при львівській католицькій кафедрі деякий час діяв в каплиці Кампіанів при Латинському соборі.

## Австрійський період

### 1841рік.

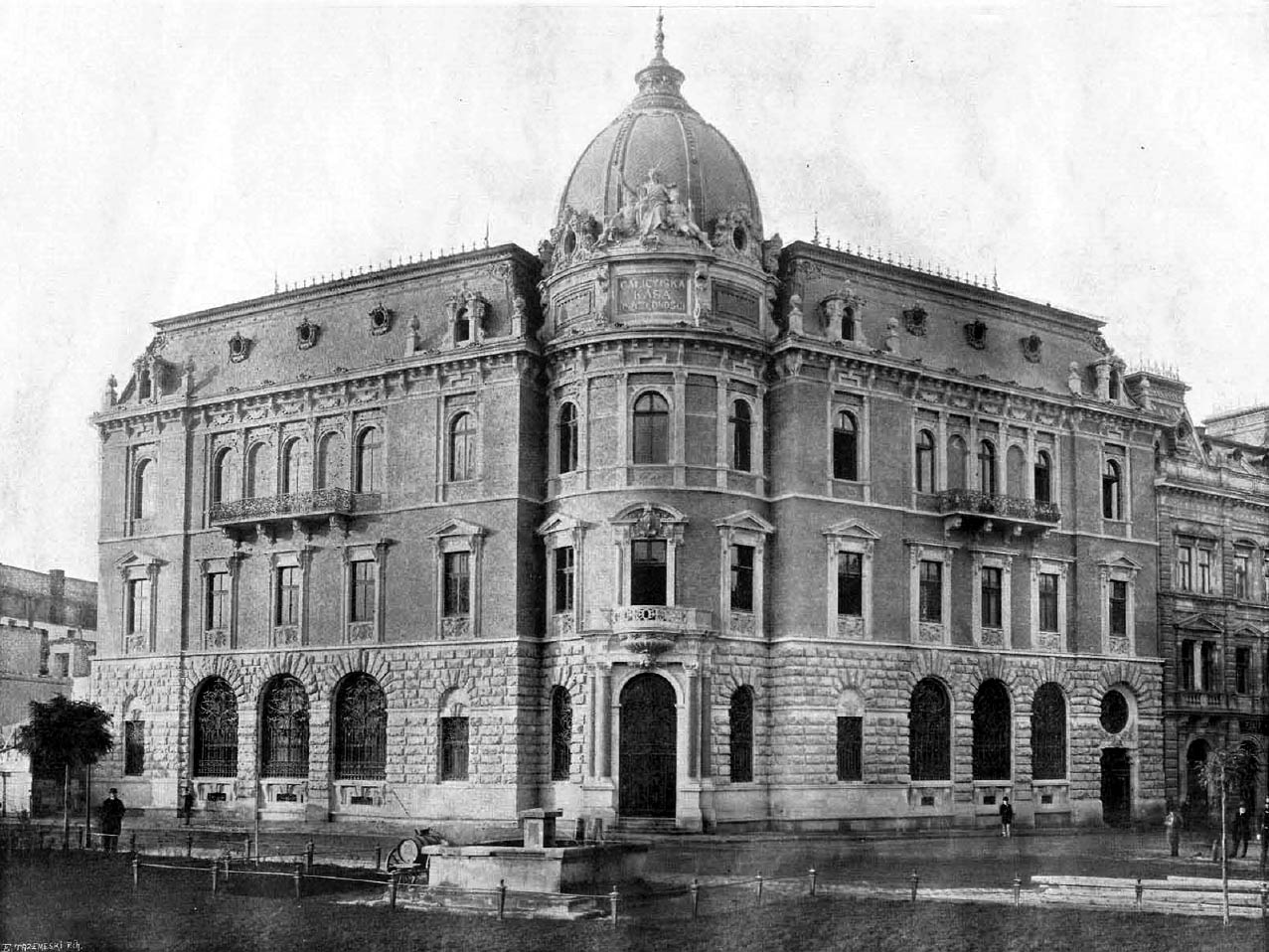
Галицька ощадна каса (бл. 1900), пр.Свободи 15

Створено Галицьку офіційну кредитну установу (нім. Galizisch-ständische Credit-AnstaIt) на підставі найвищого патенту уряду Королівства Галичини та Володимирії від 3 листопада 1841 р.

### 1842рік
Засновано Галицьку ощадну касу (нім. Galizische Sparcasse, пол. Galicyjska kasa oszczędności) відповідно до збірки добровільних безповоротних внесків, що остаточно внесені у 1843 р. Право на роботу надано 1 січня 1844 р. з капіталом 10 335 флоринів 30 кр., і підтверджено рішенням від 7 лютого 1846 року та декретом судової канцелярії від 18 лютого 1846 року.

### 1843рік
Засновано Галицьке земське кредитне товариство (пол. Galicyjskie Towarzystwo kredytowy ziemskie).

### 1859рік
Галицька офіційна кредитна установа мала виданих 1188 іпотек на суму 48 530 000 флоринів, та випущених цінних паперів на суму 12 080 400 флоринів. Резервний фонд становив 854 046 флорина 93 крейцера.

### 1860рік
У Львові діяли наступні фінансові установи:
- Філія привілейованого австрійського національного банку (нім. Filialanstalt der priv. österr. National-Bank, пол. Fiilia uprzywilojowanego austr. banku narodowego);
- Галицька ощадна каса, що розташовувалась в приміщенні міської ради;

- Галицька офіційна кредитна установа, що розташовувалась в корпусі № 23 1/4 Інституту Оссолінських;
- Привілейоване кредитне агентство «Піус Монс» при Вірменській церковній митрополії;
- Позиковий фонд Франца Йосипа (нім. Franz Josephs - Darlehensfond).[5]

### 1867рік
16 липня 1867 року відкрито Галицький акціонерний іпотечний банк (пол. Galicyjski akcyjny bank liipoteczny).

### 1869рік
Відкрито Селянську кредитну установу (пол. Zakład kredytowy włościański).

### 1871рік
У Львові також діяв Селянська кредитна установа, яка знаходилась на вулиці Єзуїтській.

### 1873рік
1 травня 1873 року відкрито Галицький кредитний банк (пол. Galicyjski bank kredytowy).
В цьому ж році 15 липня відкрито Аграрно-кредитну установу для Галичини та Буковини (пол. Rolniczo-kredytowy zakład dla Galicji i Bukowiny).

### 1874рік
9 січня 1874 року на підставі ухвали суду створено Галицьку авансову касу (пол. Galicyjska kasa zaliczkowa), яка надавала позики під особисту поруку третьої особи, що приймала на себе зобов’язання погашення боргу у разі їх невиконання боржником. Отримання позики боржник засвідчував скриптом або векселем, які солідарно зобов'язували боржника і поручителя. Погашення кредиту здійснювалось щотижневими або щомісячними платежами, розподіленими на всю суму боргу (включаючи комісію).

### 1878рік
У Львові діяли наступні фінансові установи:
- Галицька ощадна каса, яка знаходилась на вул. Ягелонській 5.
- Галицьке земське кредитне товариство, яке знаходилось на вул. Кароля Людвіка 1 та видавало позики під 5 % річних з 1% амортизації.
- Філія привілейованого австрійського національного банку, яка знаходилась на вул. Кароля Людвіка 3.
- Галицький акціонерний іпотечний банк, який видавав іпотечні позики під 6 % річних та розташовувався на пл. Галицькій 15.
- Селянська кредитна установа, яка знаходилась на вул. Ягелонській 14.
- Філія упривілейованої австрійської кредитної установи для торгівлі та промисловості (пол. Filia uprzyw. aust. zakładu kredytowego dla handlu i przemyslu), що розташовувалась на вул. Кароля Людвіка 33.
- Галицький кредитний банк, що знаходився на вул. Валовій 4.
- Аграрно-кредитна установа для Галичини та Буковини.
- Привілейоване кредитне агентство «Піус Монс», що знаходився на вул. Вірменській 9.
- Галицька заставна та кредитна установа (пол. Galicyjski zakład zastawniczy i kredytowy), що знаходилась в партері Театру.
- Галицька авансова каса, знаходилась на вул. Галицькій 21. та налічувала 1641 учасника з річним оборотом в 1 105 615 злотих.[6]

### 1883рік
У Львові діяли наступні фінансові установи:
- Austryacko - węgierski bank, (bija), Kar. Ludwika. 3.
- Галицька ощадна каса Majeiowska, 2.
- Galicyjski kredytowy Bank, Jagiellońska, 3.
- Галицьке земське кредитне товариство. Kar. Ludw. 1.
- Hipoteczny bank pl. Halicki, 16.
- Ogólno rolniczy kredytowy Zakład dla Galicji i Bukowiny (ruski), Ormiańska, 2.
- Rolniczy Bank, Karola Ludwika, 1.
- Tow. zaliczkowe, pl. Marjacki, 9.
- Zakład kred (filja) dla handlu i przemysłu, pl. Marjacki, 10.
- Селянська кредитна установа, Jagiellońska, 14.
- Bankowy dom Cohn Izydor, Teatralna, 1.
- Bankowy dom Goldstein i Lówenherz, Hetmań. 10.
- Bankowy dom Sokal & Lilien, Hetmańska, 8.
- Bankowy dom Schellenberg August, Hetmańska, 12.
- Bankowy dom Stroh Jakób, Hetmańska, 6.
- Bankowy dom Werfel A. H., Hetmańska, 4.[9]

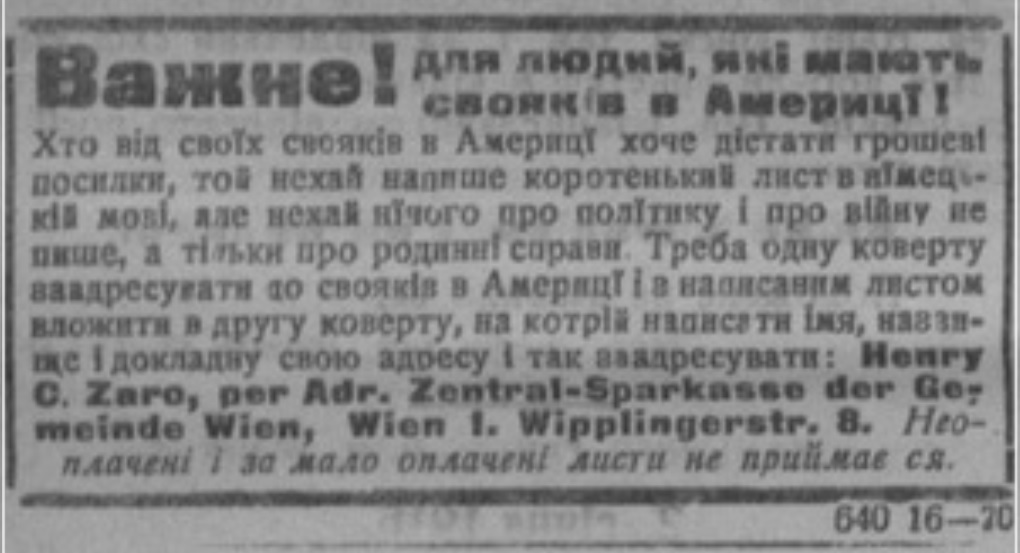
Оголошення щодо пересилання коштів зі США, газета "Діло" (№2), 03 січня 1917 року

### Перша світова війна і другий польський період
З 1914 року і щонайменше до 1917 року у Львові також діяло Товариство взаємних обеспечень на життя і ренту Карпатія по вул. Руській 18.
У 1917 році працював Краєвий союз кредитовий за адресою пл. Ринок 10, Повітове Товариство Кредитове, Земельний банк Гіпотечний (спілка акційна у Львові з капіталом 1 300 000 крон та резервним фондом 200 000 крон) по вул. Підвальній 7, Товариство взаїмного кредиту Дністер (з власними фондами на 1915 рік в розмірі 6 890 075 крон) по вул. Руській 20 та відділення чеського банку ZIBA (Živnostenská banka).

## Період незалежної України

### Львівські банки

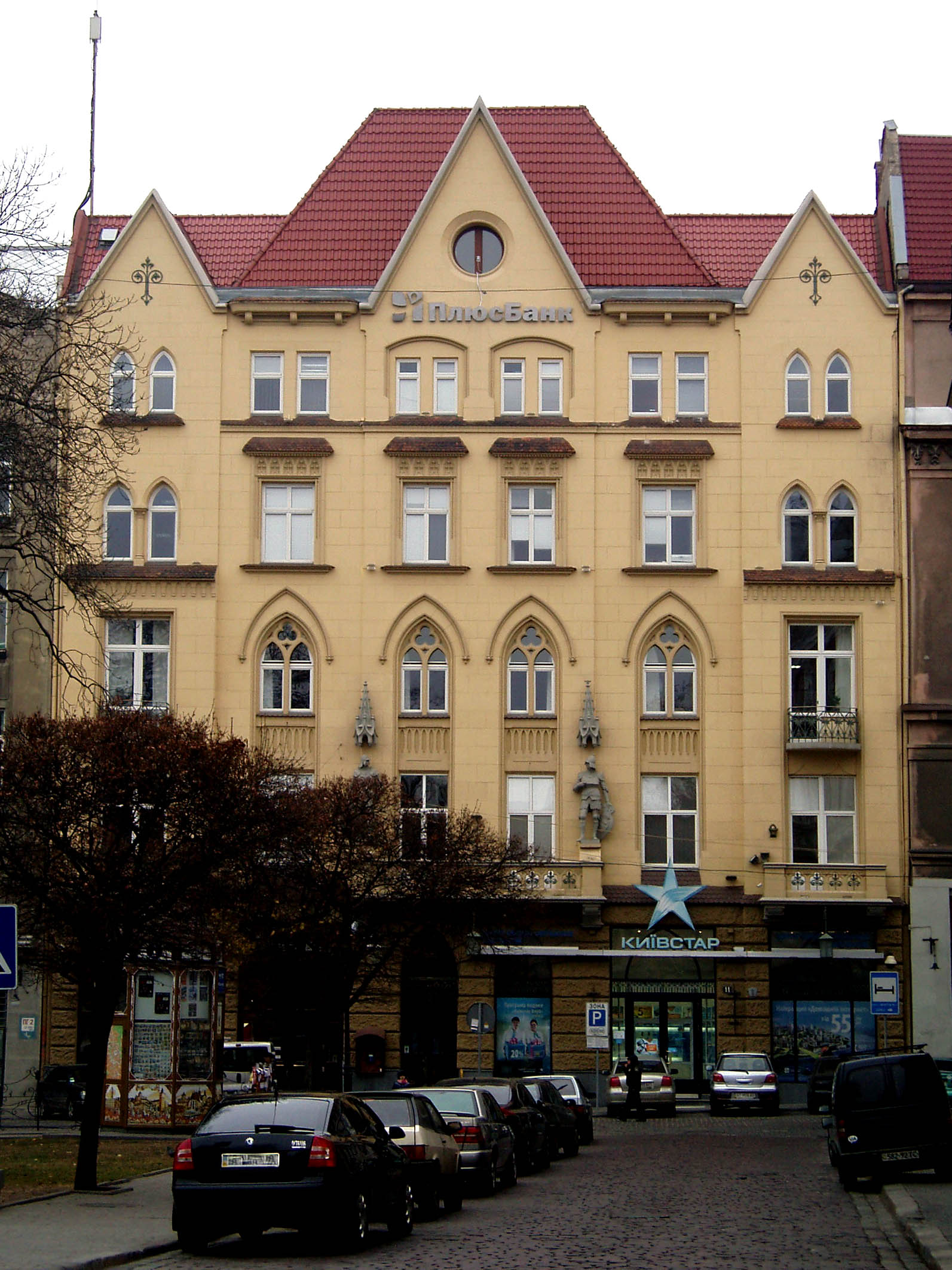
Будівля «Ідея Банку», вулиця Валова, 11

У Львові базуються чотири середні банки — «Кредобанк» (вулиця Сахарова, 78), «Банк Львів» (вулиця Сербська, 1), «Ідея Банк» (вулиця Валова, 11) і «ОКСІ Банк» (вулиця Газова, 17). Раніше в їх число також входили «VS Bank» (вулиця Грабовського, 11) і «Унікомбанк» (вулиця Богдана Хмельницького, 117 а).
«Банк Львів» був заснований у 1990 році, у 1992 році він купив аварійний будинок XVI століття, розташований на перехресті вулиць Сербської та Руської, після чого почав його реставрацію під свій центральний офіс (відкрився в 1998 році). У 2006 році контрольний пакет акцій «Банку Львів» придбала компанія «Нью Прогрес Холдинг», яка належала ісландським інвесторам (це стало найбільшою ісландської інвестицією у фінансовий сектор економіки України). У 2018 році контрольний пакет «Банку Львів» придбала швейцарська компанія з управління активами responsAbility Participations, серед акціонерів якої значаться Baumann & Cie, Raiffeisen Switzerland, Swiss Re Foundation і Vontobel Beteiligungen.
«Ідея Банк» був заснований в 1989 році як «Прикарпатлісбанк», в 1995 році він був реорганізований в банк «Прикарпаття». У 2007 році контрольний пакет акцій банку купила Польська фінансова група «Getin Holding», яка перейменувала установу в «Плюс Банк». У 2011 році банк був перейменований в «Ідея Банк» і переніс свій центральний офіс з Івано-Франківська у Львів. Штаб-квартира банку розташована в будинку, побудованому в 1910 році на замовлення сім'ї Фінклерів для страхової компанії «American Union».